# PZL Bielsko SZD-56
Die PZL Bielsko SZD-56 Diana ist ein einsitziges Hochleistungs-Segelflugzeug des polnischen Herstellers PZL Bielsko. Der Segelflug-Index beträgt 114.

## Geschichte
Von der SZD 56 existieren zwei Varianten. Von der ersten Version, von Bogumił Bereś konstruiert und als Diana bezeichnet, wurden nur vier Stück gebaut. Der erste Prototyp des aus Faserverbundwerkstoffen wie mit Aramid (Kevlar), Kohlenstoff- oder Glasfasern verstärkten Kunststoffen bestehenden Flugzeugs wurde im August 1989 fertiggestellt. Anschließend begann die statische Erprobung und am 29. November 1990 wurde ein Prototyp mit der Werksbezeichnung X-147 von Jacek Zak eingeflogen. Die Diana war das erste polnische Segelflugzeug, das anstatt mit einem zentralen Steuerknüppel mit einem Sidestick ausgerüstet ist. Im Jahr 2005 folgte mit der Diana 2 die aktuelle Serienversion, die nach JAR 22 zertifiziert ist.
Anfang 2017 wurde vom polnischen Hersteller Avionic angekündigt, die Produktion der Diana 2 in Serie wieder aufzunehmen. Zunächst soll eine Version mit optionalem FES-System produziert werden.
Für die weitere Zukunft ist geplant, eine verbesserte Version mit optimiertem Rumpf, in dem auch ein Motor Platz finden soll, sowie neuem Höhenruder und Winglets zu entwickeln. Ferner ist eine Variante für die 18-m-Klasse sowie für die 13,5-m-Klasse geplant.

## Merkmale
Neben dem Sidestick besitzt die Diana 2 andere besondere Konstruktionsmerkmale: die Flügel sind demontierbar, werden aber nicht nach dem Zunge-Gabel-Prinzip verbunden, sondern auf fest zum Rumpf gehörende Holme gesteckt. Somit wird vermutlich eine leichtere Konstruktion erreicht. Das Leergewicht von 182 kg kann auf ein maximales Abfluggewicht von 500 kg im Flug erhöht werden. Die Wasserballasttanks können mit 240 kg 60 kg mehr als das Leergewicht der Maschine an Ballast enthalten. Dadurch ergibt sich eine weite Spanne an Flächenbelastungen der Diana 2 zwischen 28 und 58 kg/m².

## Erfolge
Die aktuelle Version SZD-56.1 Diana 2 ist auf Wettbewerben sehr erfolgreich. Obwohl nur wenige Modelle gebaut wurden und nur sehr wenige Teilnehmer auf der Diana 2 antreten, ist sie seit ihrem Erscheinungsjahr 2005 bei allen internationalen Wettbewerben immer auf den vordersten Plätzen zu finden:
Weltmeisterschaften
- 1. Platz bei der 29. FAI-Segelflug-Weltmeisterschaft 2006 in Eskilstuna, Schweden[3]
- 2. Platz bei der 30. FAI-Segelflug-Weltmeisterschaft 2008 in Lüsse, Deutschland[4]
- 1. Platz bei der 31. FAI-Segelflug-Weltmeisterschaft 2010 in Szeged, Ungarn[5]
- 1. Platz bei der 32. FAI-Segelflug-Weltmeisterschaft 2012 in Uvalde, Texas, USA
- 1. Platz und 3. Platz bei der 34. FAI-Segelflug-Weltmeisterschaft 2017 in Benalla, Victoria, Australien[6]
- 1., 2. und 3. Platz bei der 36. FAI-Weltmeisterschaft in Montluçon-Gueret, Frankreich[7]
- 1. Platz bei der 39. FAI-Segelflug-Weltmeisterschaft 2025 in Tábor, Tschechien[8]

World Grand Prix
- 1. Platz beim 1. FAI World Grand Prix 2005 in Saint-Auban, Frankreich[9]
- 1. Platz beim 2. FAI World Grand Prix 2007 in Omarama, Neuseeland[10]
- 1. Platz beim 3. FAI World Grand Prix 2010 in Santiago, Chile[11]

World Air Games
- 1. Platz bei den 3. FAI World Air Games 2009 in Turin, Italien[12]

Europameisterschaften
- 2. Platz bei der 13. FAI-Segelflug-Europameisterschaft 2005 in Räyskälä, Finnland[13]
- 1. Platz bei der 14. FAI-Segelflug-Europameisterschaft 2007 in Issoudun, Frankreich[14]
- 2. Platz bei der 15. FAI-Segelflug-Europameisterschaft 2009 in Nitra, Slowakei[15]

## Technische Daten
Nach Angaben des Herstellers:
| Kenngröße               | Diana-1                  | Diana-2                  | Diana-2 FES              |
| ----------------------- | ------------------------ | ------------------------ | ------------------------ |
| Hersteller              | PZL Bielsko              | PZL Bielsko              | PZL Bielsko              |
| Konstrukteur            | Dipl.-Ing. Bogumił Bereś | Dipl.-Ing. Bogumił Bereś | Dipl.-Ing. Bogumił Bereś |
| Besatzung               | 1                        | 1                        | 1                        |
| Spannweite              | 15,0 m                   | 15,0 m                   | 15,0 m                   |
| Rumpflänge              | 6,88 m                   | 6,88 m                   | 6,88 m                   |
| Rumpfhöhe               | 1,35 m                   | 1,35 m                   | 1,35 m                   |
| Flügelfläche            | 8,16 m²                  | 8,64 m²                  | 8,64 m²                  |
| Flügelstreckung         | 27.57                    | 26,04                    | 26,04                    |
| Gleitzahl               | 48                       | 50 bei 110 km/h          | 49                       |
| Geringstes Sinken       | 0,59 m/s bei 85 km/h     | 0,45 m/s bei 85 km/h     |                          |
| Leermasse               | 175 kg                   | 185 kg                   | 244 kg                   |
| Nutzlast                | 122–235 kg               | max. 318 kg              |                          |
| Startmasse              | max. 410 kg              | max. 500 kg              | max. 525 kg              |
| Höchstgeschwindigkeit   | 270 km/h                 | 270 km/h                 | 270 km/h                 |
| Überziehgeschwindigkeit | 85 km/h bei 410 kg       | 60 km/h bei 500 kg       | 84 km/h bei 500 kg       |
| max. Lastvielfaches     | VA 195 km/h +5.3/-2.65   | ?                        | ?                        |